# DR-Gleiskraftrad GKR Typ 1

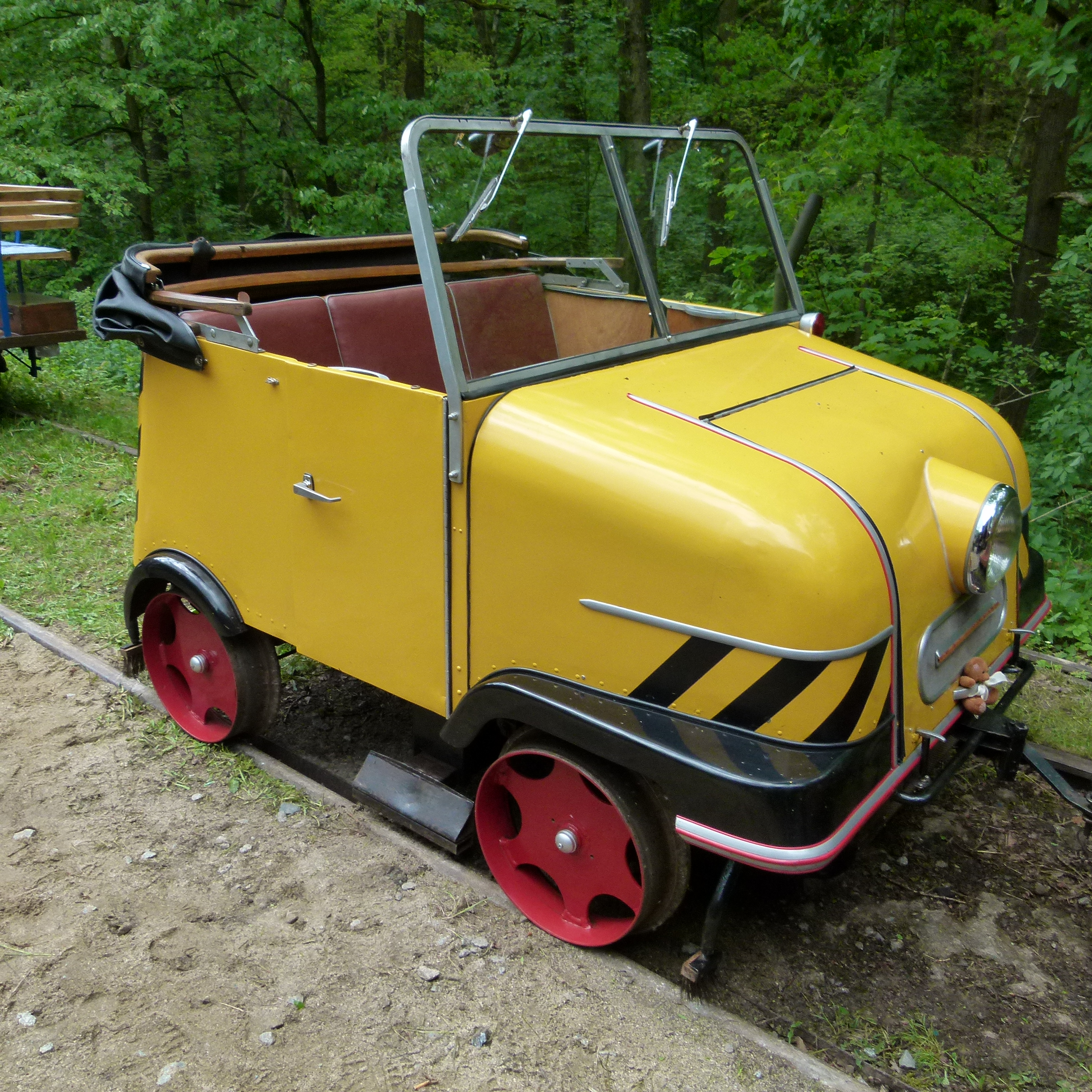
Gleiskraftrad GKR Typ 1

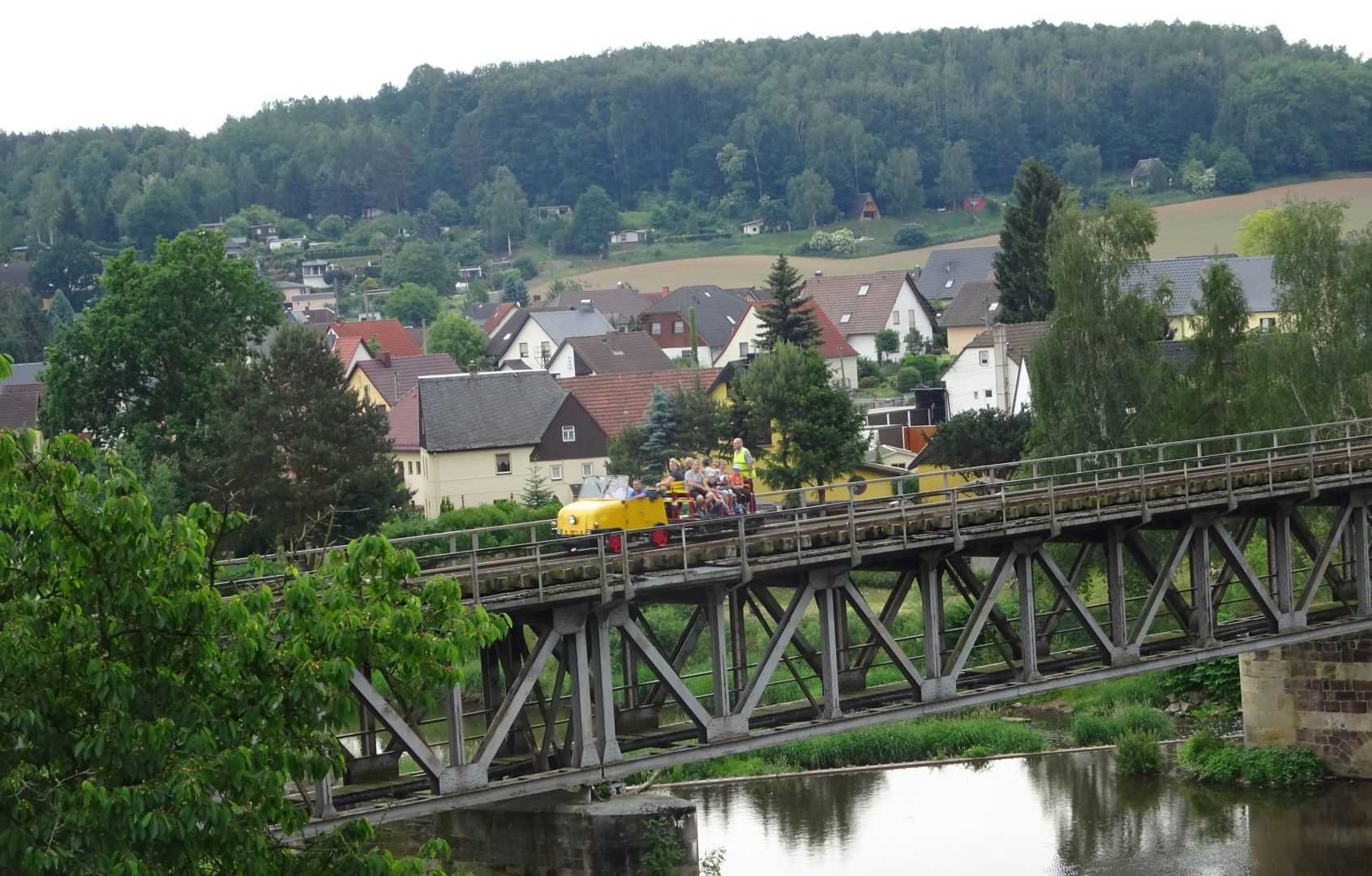
Schienentrabi auf der Muldentalbahn in Rochlitz

Das DR-Gleiskraftrad GKR Typ 1 (umgangssprachlich: Schienentrabi) ist ein Bahndienstfahrzeug, das von der Deutschen Reichsbahn für Streckeninspektionen und Instandhaltungsarbeiten beschafft wurde.

## Geschichte
Die Fahrzeuge wurden Ende der 1950er Jahre durch den Lokomotivbau Karl Marx Babelsberg, Außenstelle Berlin-Adlershof, entwickelt, um Streckeninspektionen und Instandhaltung zu erleichtern. Die Produktion der rund 100 Fahrzeuge erfolgte bis 1965 durch das Forschungs- und Entwicklungswerk des Verkehrswesens Blankenburg (1. Serie, vermutlich etwa 50 Stück) und das Weichenwerk Brandenburg (2. Serie).
Mit dem Erscheinen des Gleiskraftwagen DR-Baureihe SKL 24 wurden die Fahrzeuge bis Anfang der 1980er Jahre ausgemustert.
Neun Fahrzeuge sind in privatem Eigentum erhalten. Der Verein Sächsischer Eisenbahnfreunde e. V. organisiert touristische Fahrten auf Teilstrecken der Muldentalbahn zwischen Penig und Rochlitz, die für Interessierte gebucht werden können. Ein ähnliches Angebot gibt es auch auf der stillgelegten Bahnstrecke Werdau–Mehltheuer zwischen Werdau West und Seelingstädt (Werdauer Waldbahn) und zwischen Lommatzsch und Ziegenhain auf der Bahnstrecke Riesa–Nossen, organisiert durch den Förderverein Eisenbahn in der Lommatzscher Pflege e. V.

## Aufbau
Es wurden Baugruppen von Straßenfahrzeugen verbaut, vorzugsweise vom Trabant P 50, von dem der Motor, das Getriebe, die Gelenkwellen und der Nachschalldämpfer sowie Teile seiner 6-V-Elektrik stammen. Der Motor ist ein Zweizylinder-Zweitakt-Motor auf einem Profilstahlrahmen, Trommelbremse mit Seilzug als Handbremse, Aluminiumkarosserie mit Stoffverdeck, teilweise Wendeeinrichtung mit hydraulischem Hubzylinder wie auch von anderen Gleiskrafträdern und Nebenfahrzeugen bekannt. Die Fahrzeuge wiesen gewisse Unterschiede auf, bedingt auch durch die lange Nutzungszeit und Reparaturen durch die Betreiber.